# 陳安仁

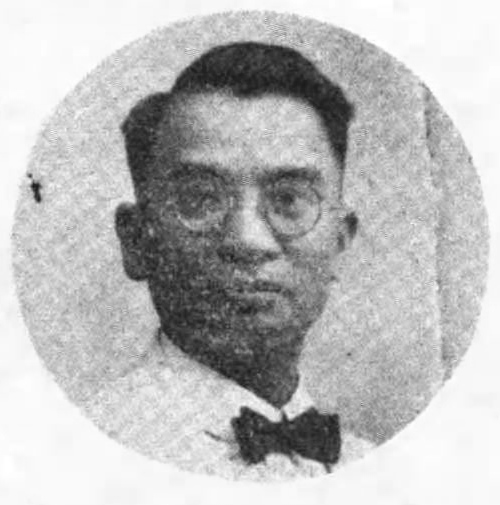
陳安仁, 1929

陳安仁（1890年—1964年），又名仁甫，男，广东东莞人，中国民主革命家，中华民国政治人物。

## 生平
陳安仁青年时，自广州文明路广东高等师范学校毕业。清朝宣统二年（1910年），加入中国同盟会。翌年春，参与援助黄花岗起义。同年4月27日（辛亥年农历三月廿九日），支援黄花岗起义。起义失败后，参加中国同盟会南方支部会议，总结广州黄花岗起义。
1911年10月武昌起义成功后，11月广东光复，陈安仁在广州出任广东新军军部秘书。民国元年（1912年）1月，与新军庆祝孙中山在南京就任中华民国临时大总统。民国7年（1918年），任南洋英属华侨教育总会议长，在南洋当地华侨中间推进教育。民国8年（1919年），转为中国国民党党员。民国12年（1923年），根据中国国民党中央的指示，赴南洋的新加坡，马来亚的吉隆坡、怡保、槟榔屿等地视察中国国民党党务，写出报告呈交中国国民党中央海外部，获授一等奖章。后来，在新加坡、吉隆坡主办《天声日报》。
民国13年（1924年），陈安仁返回广州，任岭南大学秘书、政治训育主任兼教授，讲授政治学、中国语言文学、品德学，拥护并宣传孙中山的三大政策。民国15年（1926年），任国民革命军总政治部编审委员，参加编写《国民革命军军史》及审查战争理论、战略、战术、战役、军事条令。后来，出任国民政府侨务委员会委员。
民国20年（1931年），陈安仁在广州任中山大学教授，讲授中国政治思想史、中国近代政治史、文化史、中国文学史、孙先生之思想及其主义等课程，且在东莞创办明智学校。
民国36年（1937年）7月抗日战争爆发后，陈安仁任广州市民众抗日敌后援会常委，任内带头捐款，并推动广州市各界捐献财物，援助抗日。1938年，日军占领广州后，陈安仁赴广东省战时省会韶关，任第七战区编纂委员会委员，编写华南抗日史、军事条令。民国33年（1944年），日军占领韶关，陈安仁任第九战区少将参事（军长级）。
民国34年（1945年）抗日战争胜利后，陈安仁在广州任中国史学会理事，国民政府教育部史地教育委员会委员，发表了多篇史学及地理学方面的文章。
民国35年（1946年）7月4日，陈安仁任国民政府立法院立法委员，兼任国民政府外交委员会委员、经济委员会委员、商法委员会委员，参与制订商法。他还援助家乡东莞兴办观澜中学、塘厦中学。
1964年，陈安仁病逝。

## 著作
陈安仁曾任多家中外报社的总编辑、特约撰述人。其主要著作有：
- 《文明家庭教育法》
- 《中国政治思想史大纲》
- 《中国近代文化史》
- 《中国国民党党史概要》
- 《孙先生之思想及其主义》
- 《抗战与建国》
- 《人口问题》
- 《中国近三百年学术思想史概论》